# Epi (ciudad)
Epi (en griego, Αίπυ) es el nombre de una antigua ciudad griega de Élide o Mesenia, que fue mencionada por Homero en el catálogo de las naves de la Ilíada, donde formaba parte de los territorios que gobernaba Néstor. Es citada también en el Himno homérico a Apolo.
Estrabón comenta que había discrepancias sobre cual de los dos términos de la expresión homérica ἐΰκτιτον Αίπυ debía entenderse como adjetivo y cual como nombre de ciudad. Según la interpretación que se diera a esas palabras se podía considerar que este lugar debía identificarse con una ciudad llamada Marganas o con un baluarte natural situado cerca de Macisto. La opinión mayoritaria prefiere esta última posibilidad, según la cual, Αίπυ es el nombre de la ciudad y ἐΰκτιτον, el epíteto.
No se conoce la situación exacta donde se localizaba aunque se ha sugerido que se trata de la misma ciudad que se llamó posteriormente Tipaneas y que debe identificarse con unos restos situados a 5 km de la localidad moderna de Platiana. Por otra parte hay quien cree que su nombre se corresponde con el topónimo A-pu2 citado en tablillas de lineal B. Este topónimo ha sido asociado también con los importantes restos micénicos de Íklaina.